# بيرغ (لاعب كرة قدم)
بيرغ هو لاعب كرة قدم برازيلي في مركز الوسط، ولد في 27 يناير 1989 في ماسايو في البرازيل. لعب مع غريميو بورتو أليغرينزي.

## وصلات خارجية
- بيرغ (لاعب كرة قدم) على موقع قاعدة بيانات كرة القدم.إي يو (الإنجليزية)
- بيرغ (لاعب كرة قدم) على موقع Soccerway.com (الإنجليزية)